# Красний Яр (Жирновський район)
Красний Яр (рос. Красный Яр) — робітниче селище у Жирновському районі Волгоградської області Російської Федерації.
Населення становить 6067  осіб. Входить до складу муніципального утворення Красноярське міське поселення.

## Історія
Населений пункт розташований у межах українського історичного та культурного регіону Жовтий Клин.
Згідно із законом від 21 лютого 2005 року № 1009-ОД для населеного пункту було встановлено органом місцевого самоврядування Красноярське міське поселення.

## Населення
| 1970  | 1979  | 1989  | 2002  | 2009  | 2010  | 2012  |
| ----- | ----- | ----- | ----- | ----- | ----- | ----- |
| 7754  | ↘7572 | ↘7466 | ↗7710 | ↘7444 | ↘6992 | ↘6801 |
| 2013  | 2014  | 2015  | 2016  | 2017  | 2018  | 2019  |
| ↘6638 | ↘6475 | ↘6427 | ↘6374 | ↘6275 | ↘6155 | ↘6067 |